# ニコラ・グルエフスキ
ニコラ・グルエフスキ（マケドニア語: Никола Груевски, ラテン文字転写: Nikola Gruevski、[ˈnikɔla ˈɡruevski] ( 音声ファイル)、1970年8月31日 - ）は、マケドニア共和国の政治家。2003年5月から与党内部マケドニア革命組織・マケドニア国家統一民主党 (VMRO-DPMNE) を率い、2006年8月27日から2016年1月18日まで同国の首相を務めた。また、2002年9月まで、同党のリュブチョ・ゲオルギエフスキ政権の財相であった。

## 祖父の来歴
父方の祖父であるニコラ・グルエフ（1911年 - 1940年）は、オスマン帝国領のクルショラディ村に生まれた。この村はブルガリア総主教の支配下にあったが、1913年の第二次バルカン戦争後にギリシャに正式に併合された。ギリシャ政府はギリシャ正教会の規律に従って、地元の村人たちの名前を改めさせた。グルエフはニコラオス・グルイオスと名を改めさせられ、村名も1926年にギリシャ当局によってアフラダに改称された。グルイオスはギリシャ・イタリア戦争に従軍し、命を落とした。第二次世界大戦における戦没者の名前を刻んだアフラダの戦争記念碑に、その名が見える。その数年後のギリシャ内戦により、グルイオスの妻子はギリシャ領マケドニアに住む他の数千人のスラブ人とともに北のマケドニア社会主義共和国に避難し、姓もその地域に合わせてグルエフスキとした。

## 経歴
1970年にスコピエに生まれ、特に裕福でも貧しくもない家庭で育った。父は家具と設計の仕事を、母は看護婦をしていた。両親が離婚すると母に育てられた。4歳のとき、リビアへ出稼ぎに行く数千のユーゴスラビア市民の一人となった母に付き添った。帰国後はスコピエの小学校と中学校を卒業。1994年にビトラのオフリドの聖クリメント大学経済学部（在学中は演劇とボクシングをやっていた）を卒業後、黎明期の金融業界に入り、創設まもないスコピエ証券取引所で金融取引に携わった。1996年には、ロンドン証券研究所から国際資本市場に関するいくつかの資格を取得。2006年12月12日、スコピエの聖キリル・聖メトディウス大学経済学部から修士号を取得した。1998年にはマケドニア共和国仲買人協会を結成し、会頭に就任、マケドニア証券取引所で売買を行った。
私生活では最初の妻と離婚後、2007年5月にボルキツァ・グルエフスカと結婚。前の夫との子であるアナスタシヤとソフィヤの2女がいる。

### 財相
リュブチョ・ゲオルギエフスキ政権で財相に就任したグルエフスキは、マケドニア・テレコムをハンガリーのマターヴに、OKTA石油精製施設をヘレニック・ペトロリアムに売却した。付加価値税の税率を18%に改定し、脱税防止のためマケドニアで展開されるすべての事業に領収書の提出を求めるなどの財政改革も実行した。

### 党代表
グルエフスキは、民族主義の与党内部マケドニア革命組織・マケドニア国家統一民主党 (VMRO-DPMNE) の代表である。2002年の国会議員選挙で敗れた同党にはその後、内紛の時期があった。そのような状況のなか、グルエフスキがEU加盟推進派のリーダーとして台頭し、ゲオルギエフスキに代わって党代表に就任した。ゲオルギエフスキ前首相は新党内部マケドニア革命組織・人民党を結成したが、ほとんどの党員がVMRO-DPMNEに留まった。

### 首相
2006年の国会議員選挙で、VMRO-DPMNEは勝利を収めた。8月25日、グルエフスキは新政権を発足させた。グルエフスキ政権では30代が中心となって要職などに多く登用されたため、新しい顔ぶれが並んだ。選挙の結果、グルエフスキはヨーロッパで初めて1970年代生まれの首脳となる栄誉に浴した。現在もモンテネグロのイゴル・ルクシッチ首相に次いで、ヨーロッパで二番目に若い首脳である。
2007年6月、グルエフスキはアルバニアのティラナで、アルバニアのサリ・ベリシャ首相、アメリカ合衆国のジョージ・W・ブッシュ大統領、クロアチアのイーヴォ・サナデル首相と会談した。
2008年6月1日に行われた国会議員選で、VMRO-DPMNE率いる政党連合は過半数の議席を獲得して前回に引き続き勝利した。アルバニア人が優勢な市では、投票に関連して多くの暴力沙汰や不正行為の告発がみられた。グルエフスキは民主統合連合と組んで、連立政権を樹立した。
2011年6月5日の国会議員選で、VMRO-DPMNE率いる政党連合は123議席中56議席を得て、三回連続の勝利となった。10万人以上の公務員を選挙運動に動員するなど、国家権力を乱用したという異議は無視され、選挙の有効が宣言された。新政権は再び、民主統合連合との連立となった。
2012年1月6日、スコピエに凱旋門「ポルタ・マケドニア」がマケドニア共和国の独立20周年を記念して落成した。グルエフスキはその席で、自身がスコピエ2014計画の発案者であることを認めた。